# Alsóucsa
Alsóucsa (románul: Ucea de Jos) település és községközpont Romániában, Erdélyben, Brassó megyében.

## Fekvése
Viktóriavárostól északra, az Oltba ömlő Ucsa-patak torkolata fölötti jobb parton fekvő település.

## Története
Alsóucsa, Ucsa nevét 1413-ban v. altera Gassendorf néven említette először oklevél. 1509-ben Ucsa, 1582-ben Also Wcza, 1632-ben Also Uczia, 1637-ben Also Uczya, 1888-ban Utsa (Alsó-Ucsa), 1913-ban Alsóucsa néven írták. 1640-ben Also Utsa I. Rákóczi György birtoka volt. 1849. március 15-én pedig Bem tábornok itt haladt át Fogaras felé menet.
A trianoni békeszerződés előtt Fogaras vármegye Alsóárpási járásához tartozott. 1910-ben 1054 lakosából 115 magyar, 19 német, 920 román volt. Ebből 29 római katolikus, 66 református, 910 görögkeleti ortodox volt.